# Breitach
Breitach är ett vattendrag med källa i Österrike och som rinner in i Tyskland där den rinner samman med Stillach och Trettach och bildar Iller, en av Donaus bifloder.
I omgivningarna runt Breitach växer i huvudsak blandskog. Runt Breitach är det ganska tätbefolkat, med 90 invånare per kvadratkilometer.